# 中国常驻联合国日内瓦办事处和瑞士其他国际组织代表列表
本列表为中国常驻联合国日内瓦办事处和瑞士其他国际组织历任代表、大使名录。

## 历任中国常驻联合国日内瓦办事处和瑞士其他国际组织代表、大使

### 中华民国常驻联合国代表团驻欧办事处主任、大使（1962年－1972年）
1962年，中華民國政府在日內瓦設置常駐聯合國代表團駐歐辦事處，並派駐大使銜辦事處主任。1972年，辦事處撤銷。
| 姓名   | 任命   | 到任 | 递交全权证书 | 免职   | 离任   | 外交衔级 | 外交职务 | 备注 | 备注 |
| ------ | ------ | ---- | ------------ | ------ | ------ | -------- | -------- | ---- | ---- |
| 郑宝南 | 1962年 |      |              | 1964年 |        | 大使     | 主任     |      |      |
| 刘盖章 | 1964年 |      |              | 1967年 |        | 大使     | 主任     |      |      |
| 郑宝南 | 1967年 |      |              |        | 1972年 | 大使     | 主任     |      |      |

### 中华人民共和国常驻联合国日内瓦办事处和瑞士其他国际组织代表、大使（1972年至今）
1972年7月，中华人民共和国设立中国驻联合国日内瓦办事处和瑞士其他国际组织代表处，并任命中国驻日内瓦总领事王崇理为办事处临时代表。1975年，中国开始正式派常驻联合国日内瓦办事处和瑞士其他国际组织代表、大使。
| 姓名   | 任命           | 任命           | 到任           | 递交全权证书   | 免职           | 免职           | 离任          | 外交衔级 | 外交职务     | 备注 |
| 姓名   | 全国人大常委会 | 主席           | 到任           | 递交全权证书   | 全国人大常委会 | 主席           | 离任          | 外交衔级 | 外交职务     | 备注 |
| ------ | -------------- | -------------- | -------------- | -------------- | -------------- | -------------- | ------------- | -------- | ------------ | ---- |
| 王崇理 |                |                | 1972年3月      |                |                |                | 1975年10月    | 参赞     | 副代表       |      |
| 安致远 | 1976年12月2日  | 不適用         | 1975年10月22日 | 1975年10月28日 | 1979年11月29日 | 不適用         | 1980年1月29日 | 大使     | 特命全权大使 |      |
| 俞沛文 | 1979年11月29日 | 不適用         | 1980年2月6日   | 1980年2月7日   | 1982年11月19日 | 不適用         | 1982年7月28日 | 大使     | 特命全权大使 |      |
| 李鹿野 | 1982年11月19日 | 不適用         | 1983年1月      | 1983年1月31日  | 1985年3月21日  | 1985年8月21日  | 1985年6月     | 大使     | 特命全权大使 |      |
| 钱嘉东 | 1985年3月21日  | 1985年8月21日  | 1985年6月      | 1985年6月14日  | 1989年7月6日   | 1989年9月22日  | 1989年7月     | 大使     | 特命全权大使 |      |
| 范国祥 | 1989年7月6日   | 1989年9月22日  | 1989年7月      |                | 1992年9月4日   | 1992年10月30日 | 1992年9月     | 大使     | 特命全权大使 |      |
| 金永健 | 1992年9月4日   | 1992年10月30日 | 1992年9月      |                | 1995年8月29日  | 1996年1月24日  | 1995年12月    | 大使     | 特命全权大使 |      |
| 吴建民 | 1995年10月30日 | 1996年1月24日  | 1995年12月     |                | 1998年6月26日  | 1999年1月8日   | 1998年11月    | 大使     | 特命全权大使 |      |
| 乔宗淮 | 1998年6月26日  | 1999年1月8日   | 1998年11月     |                | 2001年4月28日  | 2001年9月11日  | 2001年8月     | 大使     | 特命全权大使 |      |
| 沙祖康 | 2001年4月28日  | 2001年9月11日  | 2001年8月      |                | 2006年12月29日 | 2007年7月2日   | 2007年5月     | 大使     | 特命全权大使 |      |
| 李保东 | 2006年12月29日 | 2007年7月2日   | 2007年6月      | 2007年6月29日  | 2009年12月26日 | 2010年3月9日   | 2010年2月     | 大使     | 特命全权大使 |      |
| 何亚非 | 2009年12月26日 | 2010年3月9日   | 2010年3月      | 2010年3月3日   | 2011年12月31日 | 2012年2月17日  | 2012年1月     | 大使     | 特命全权大使 |      |
| 刘振民 | 2011年12月31日 | 2012年2月17日  | 2012年2月      | 2012年2月28日  | 2013年6月29日  | 2014年1月16日  | 2013年5月     | 大使     | 特命全权大使 |      |
| 吴海龙 | 2013年8月30日  | 2014年1月16日  | 2014年2月      | 2014年2月25日  | 2015年12月27日 | 2016年5月3日   | 2016年2月     | 大使     | 特命全权大使 |      |
| 马朝旭 | 2015年12月27日 | 2016年5月3日   | 2016年3月      | 2016年4月6日   | 2017年12月27日 | 2018年3月5日   | 2018年1月     | 大使     | 特命全权大使 |      |
| 俞建华 | 2017年12月27日 | 2018年3月5日   | 2018年2月      | 2018年2月14日  | 2019年4月23日  | 2019年7月4日   | 2019年4月     | 大使     | 特命全权大使 |      |
| 陈旭   | 2019年4月23日  | 2019年7月4日   | 2019年5月      | 2019年5月16日  | 现任           |                |               | 大使     | 特命全权大使 |      |